# Hatja Buniatisvili
Hatja Buniatisvili (grúzul ხატია ბუნიათიშვილი; Batumi, 1987. június 21.–) grúz-francia zongoraművész.

## Élete, munkássága
Hatja Buniatisvili a grúziai Batumiban született 1987-ben. Édesanyja hároméves korában kezdte tanítani zongorázni, és olyan gyors ütemben fejlődött, hogy hatéves korában már a Tbiliszi Kamarazenekarral adhatott hangversenyt. A Tbiliszi Központi Zeneiskolában, majd 2004-től a Tbiliszi Állami Konzervatóriumban tanult Tengiz Amiredzsibinél. Ezután 2006-tól Bécsben, Oleg Maisenbergnél, a Zenei és Előadóművészeti Egyetemen folytatta tanulmányait.
2003-ban elnyerte a kijevi Horowitz zongoraverseny különdíját, és első helyezettje lett a Jelizaveta Leonszkaja ösztöndíjnak, amit fiatal grúz zongoristák számára hirdettek meg. Ezt követően 2005-ben, a 3. Tbiliszi Nemzetközi Zongoraversenyen második lett, majd a 2008-as Arthur Rubinstein Nemzetközi Zongora Mesterversenyen harmadik helyezést ért el, egyúttal elnyerte a legjobb Chopin-előadás díját és a közönségdíjat. 2010-ben Borletti-Buitoni Trust díjat nyert, és bekerült a BBC új generációs művészek sorozatába. 2012-ben a Liszt-CD-je, 2016-ban pedig Kaleidoscope című lemeze Echo Klassik díjat kapott.
A nemzetközi porondra 2010-ben került ki, ettől kezdve koncertezett Európa szinte minden országában, az USA-ban és az ázsiai országokban. Ebben az évben mutatkozott be Budapesten is, a Kocsis Zoltán által vezényelt Concerto Budapest vendégeként adott emlékezetes hangversenyt. Azóta is többször játszott együtt a zenekarral. 2010-ben szerződött le a Sony Classical lemezkiadóval, amely a következő évben adta ki bemutatkozó albumát. Ezen Liszt Ferenc születésének 200. évfordulójára emlékezve Liszt-darabokat játszott, többek között a 3. szerelmi álmokat, az 1. Mephisto-keringőt, szonátákat és prelűdöket. Olyan híres helyszíneken játszott, mint a londoni Wigmore Hall, az amszterdami Concertgebouw, a bécsi Musikverein, 2008-ban pedig a New York-i Carnegie Hallban mutatkozott be. Gyakran játszik kamarahangversenyeken, fellépett például Gidon Kremerrel, Renaud Capuçonnal, vagy éppen nővérével is. Az utóbbi időben zongora mesterkurzusokat is tart.
Hatja Buniatisvili játékát elismeri a kritika, maga pedig közönségkedvencnek számít. Martha Argerich is méltatta tehetségét: „Hatja kivételes tehetségű fiatal zongorista. Lenyűgöznek rendkívüli manuális képességei, természetes muzikalitása, képzelőereje és ragyogó virtuozitása”. 2010-es budapesti koncertjén Rachmaninov 2. zongoraversenyét játszotta, és a Café momus kritikusa, Johanna lelkes hangon számolt be az estéről: „…a mindössze huszonhárom esztendős zongoraművésznő olyasmit művelt ezen az estén, amivel klasszikus zenei koncerten még soha életemben nem találkoztam … csodálatosan zongorázik, elképesztően virtuóz, okosan építi fel a zenei folyamatokat, egyszerűbben szólva született muzsikus”. Egy 2014-es soproni koncertjéről Kling József számolt be: „Khatia Buniatishvili … attraktív külsejével láthatóan sokakat megbabonázott, zongorázása pedig túlmutatott az emberi dimenzión, de nem démoni, hanem éteri irányba.” 2019. novemberi budapesti hangversenye kapcsán Békési Botond, a Pesti Est kritikusa írta: „Khatia Buniatishviliben most sem kellett csalódnunk: rendkívüli fekete ruhakölteményével és színpadi megjelenésével rögtön hatást gyakorolt a közönségre, és a versenymű kezdő akkordjainak dramatizált megszólaltatásával uralni kezdte az estét”. Attraktív megjelenésével él, de nem él vissza. Erről is írt Mácsai János 2014-ben: „Khatia Buniatishvili … megjelenéséről beszélni kell, … ő úgy viseli a  ruhakölteményeket, úgy kezeli omlósra belőtt gyönyörű haját, … öntudattal, de sohasem átlépve az ízléshatárt. … Végezetül, nem teljesen mellékesen Khatia Buniatishvili tud zongorázni. Jól. Nagyon virtuózan, erőteljesen, telt hangon.”
2011 óta Párizsban él, 2017-ben megkapta a francia állampolgárságot. Folyékonyan beszél öt nyelven: grúzul, franciául, angolul, németül és oroszul. Nővére, Gvanca is zongorista, együtt is fellépnek kétzongorás, illetve négykezes műsorral.
Egy 2017-ben, a Westdeutscher Rundfunk  német tv-csatornának adott interjújában kijelentette, hogy nem fog fellépni Putyin Oroszországában, „mert Vlagyimir Putyin nem tartja tiszteletben az emberi jogokat. Az országomat – Grúziát – elfoglalta…” Éppen ezért „Soha nem fogok játszani Valerij Gergijevvel, … mert elősegíti Putyin politikáját” – mondta még.

## Felvételei

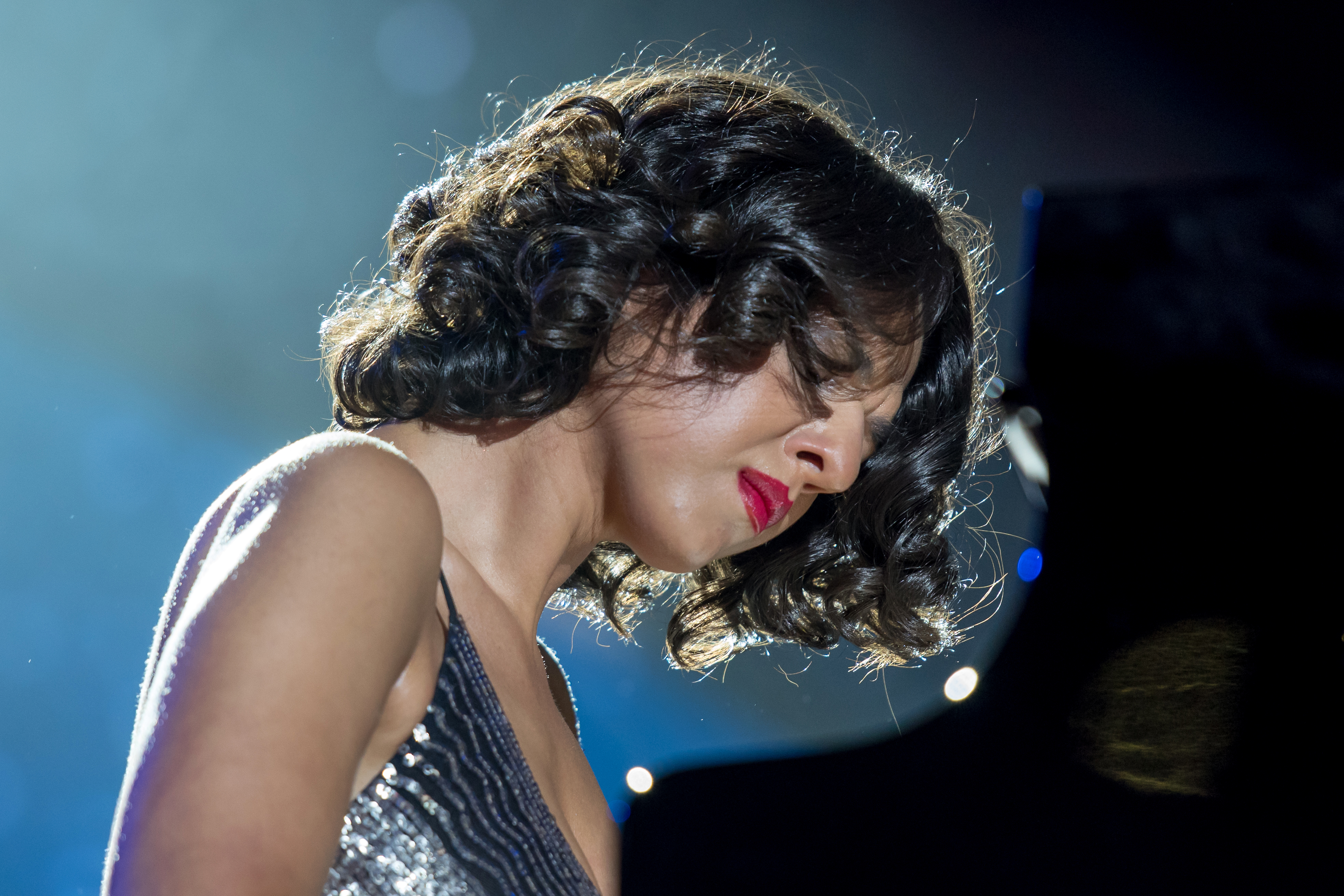
Hatja Buniatisvili 2017-ben, Hamburgban

| Megjelenés | Cím                                                                                 | Zenekar, karmester                         | Kiadó          |
| ---------- | ----------------------------------------------------------------------------------- | ------------------------------------------ | -------------- |
| 2011       | Franz Liszt – Khatia Buniatishvili Liszt Ferenc szólódarabok                        |                                            | Sony Classical |
| 2012       | Khatia Buniatishvili – Chopin Zongoraversenyek, szólódarabok                        | Orchestre de Paris, Paavo Järvi            | Sony Classical |
| 2015       | Motherland Bach-, Csajkovszkij, Mendelssohn, Debussy, Kancseli, Ligeti szólódarabok |                                            | Sony Classical |
| 2016       | Kaleidoscope Muszorgszkij, Ravel, Stravinsky szólódarabok                           |                                            | Sony Classical |
| 2016       | Liszt & Beethoven Liszt 2. és Beethoven 1. zongoraversenye [élő, Blu-ray is]        | Israel Philharmonic Orchestra, Zubin Mehta | Sony Classical |
| 2017       | Rachmaninoff Rachmaninov 2. és 3. zongoraversenye                                   | Czech Philharmonic, Paavo Järvi            | Sony Classical |
| 2019       | Schubert B-dúr szonáta, négy impromptü, a Ständchen Liszt-féle átirata              |                                            | Sony Classical |

## Fordítás
- Ez a szócikk részben vagy egészben  a   Khatia Buniatishvili című francia Wikipédia-szócikk fordításán alapul.  Az eredeti cikk szerkesztőit annak laptörténete sorolja fel. Ez a jelzés csupán a megfogalmazás eredetét és a szerzői jogokat jelzi, nem szolgál a cikkben szereplő információk forrásmegjelöléseként.